# 頸動脈狭窄症
頸動脈狭窄症（頚動脈狭窄症、けいどうみゃくきょうさくしょう、英: Carotid artery stenosis）は虚血性脳血管障害の原因として重要であり、また全身動脈硬化の指標としても重要である。

## 疫学
吹田研究では面積狭窄率25〜50%の頸動脈狭窄症の患者の頻度は男性で6.5%、女性で3.0%であった。面積狭窄率で50%を超える頸動脈狭窄症の頻度は男性で7.9%であり女性で1.3%であった。

## 原因
アテローム硬化
頸動脈狭窄症の原因のほとんどはアテローム硬化である。粥状硬化により動脈壁の内側に線維性肥厚、脂質沈着、線維性硬化巣、アテローム、さらに石灰沈着、潰瘍、血栓などの複合病変（プラーク）が形成され内腔が狭小化することが原因と考えられる。総頸動脈遠位部から内頚動脈、外頚動脈の近位部がアテローム硬化性病変の好発部位である。症候の有無、狭窄の程度、部位、プラークの質的な評価で治療方針は決定される。脂質コアが大きい、線維性被膜の菲薄化、プラークの炎症細胞浸潤、血管新生、プラーク内出血など不安定プラークの評価を超音波、MRI、PETなどで行うことが多い。
脳動脈解離
脳動脈解離は若年者における脳卒中の原因として注目されている。日本では脳梗塞全体の1.2%、50歳以下では2.9〜3.8%を占めると報告されている。CTAやDSAで明らかなintimal flapやdouble lumenを認める場合、またはT1WIで壁在血腫と思われる高信号を認める場合に動脈解離と診断できる。
動脈解離の進展
胸部の大動脈解離が進展することで総頸動脈に狭窄や閉塞をきたす。過去の報告ではstanford A型の16%に虚血性脳血管障害が合併すると報告されておりそのほとんどが内頚動脈系（81.2%）であった。急性期脳梗塞例では発症時に失神を伴った例や明らかな塞栓源を指摘できない症例で注意が必要である
高安動脈炎
高安動脈炎は大動脈とその分岐に閉塞や狭窄をきたす肉芽腫性血管炎である。比較的若い女性に好発し、急性期に倦怠感、体重減少、発熱を認め、赤沈が亢進する。病理学的には中膜を中心とした結合織の増殖と弾性線維の破壊を認め、内膜と中膜の肥厚に伴う血管腔の狭小化、中膜の脆弱による内腔の拡張を認める疾患である。頸部超音波検査では典型的には内中膜複合体が全周性および対称性に肥厚するマカロニサインを確認することができる。
線維筋性異形成（FMD）
若年から中年の女性に多い慢性の全身性動脈疾患である。病理学的には動脈壁内の繊維組織と平滑筋の異常増殖が中心であり、腎動脈、頭蓋外および頭蓋内内頸動脈、椎骨動脈、腸骨動脈で起こることが報告されている。脳動脈に線維筋性異形成が認められた例では腎動脈などに病変がないか検査する必要がある。
放射線による頸動脈狭窄
放射線照射による頸動脈狭窄は悪性腫瘍に対して頭部や頸部に放射線を照射した後、数年で出現すると報告されている。放射線による内膜障害、外膜の線維化、外膜の栄養血管の障害による虚血性壊死が原因とされており、狭窄病変の病理学的変化はアテローム硬化とほぼ同様である。
もやもや病
もやもや病は両側の内頸動脈遠位端に高度狭窄もしくは閉塞を認め、その側副血行として特徴的なもやもやした血管の発達を認める疾患である。

## 症候
頸動脈狭窄症の症状としては一過性脳虚血発作（TIA）が有名である。頸動脈狭窄により脳や眼の虚血症状が起こるが、その原因は支配領域の血流低下（血行力学的機序）と頚動脈狭窄部位プラークや血栓などからの塞栓症（動脈間塞栓症）がある。頭蓋外頸動脈の閉塞性病変では50～75%と高頻度にTIAが生じる。NASCETで50～70%を超えると虚血性脳血管障害や眼の虚血症状を発症する危険性が高くなる。動脈解離では解離局所の痛みや解離部位の血管拡張による圧迫が原因で脳神経麻痺が起こることもある。
頸動脈狭窄性病変に特徴的な症候
limb shakingとtransient hemichoreaは比較的頸動脈狭窄症に特異的な症状である。limb shakingは狭窄の対側上下肢の繰り返す、不随意的で、不規則な震える動きである。CEAで消失するため、皮質境界領域の血行力学的な機序が原因と考えられている。
眼動脈の虚血症状
一過性黒内障などが知られている。
頭蓋外頸動脈解離に伴う症状
解離部位の疼痛が有名である。

## 動脈硬化の分類と経過
AHA(america Heart Association)で動脈巣の分類がされている。動脈硬化巣はある段階まで概ね一定の自然歴をとり、病変の進行に伴い安定化に向かうものと、不安定性が増強する例または時期があすと推定されている。すべての動脈硬化ではないが、一部の動脈硬化は不安定プラークに移行し、血流低下を招くか、塞栓源となることで脳梗塞の発症に至る。AHA分類typeⅠは適応反応適応反応による内膜肥厚に引き続き、少数の泡沫細胞（変性LDLコレステロールを含むマクロファージでありfoamy cellという）が散在性に認められる時期である。typeⅡになると泡沫細胞が集簇する。typeⅠもtypeⅡも早期病変と定義され、一般に症状を示すことはない。typeⅢはプレアテローマと呼ばれ、細胞外脂質の少量の沈着を認め、typeⅣでは顕著な脂質コアを認める。その後脂質コアを外膜側に押しやるように厚い線維性被膜が形成され安定化するとtypeⅤになる。プラークの破綻、プラーク内出血、潰瘍、血栓形成などを認めるのが不安定型といわれるtypeⅥである。typeⅣまでの進展は一方向性である。
動脈硬化の病理変化をAHA分類と比較する。動脈硬化はなんらかの慢性的ストレスによる内皮細胞機能障害から血漿成分の透過性亢進がおこることからはじまる。この過程では高血圧、糖尿病、高脂血症、喫煙などのリスクファクターが重要な役割を担うと考えられている。これにより中膜平滑筋の収縮型から分泌型への形質転換が誘導され、内膜への平滑筋細胞の収縮と増殖がおこる。これを適応反応という。血漿成分の透過性亢進はLDLコレステロール（LDL-C）の内皮内への侵入も引き起こし、周囲細胞により酸化LDL-Cへと変化した後、平滑筋増殖をさらに促進する。酸化LDL-Cは周囲細胞にとって毒性があり、これを除去するために近傍の内皮細胞は接着因子を提示して単球（マクロファージ）を内皮内に誘導する(typeⅠ)、マクロファージは酸化LDLを貪食し続け、脂肪斑を形成するようになる(typeⅡ)。大量のLDL-Cの侵入に対応できない場合、マクロファージの寿命とともに細胞が崩壊する（typeⅢ）。やがて大量の脂質と細胞の死骸を含むlipid-rich necrotic coreを形成するようになる(typeⅣ)。その後は安定型のtypeⅤまたは不安定型のtypeⅥへ移行する。

## 画像検査

### 頸動脈超音波検査
最も歴史の古いプラークイメージングである。低輝度エコーを呈するプラークの脳虚血発作発症率が高いことは大規模コホート研究から証明されている。高度狭窄とは70～99%狭窄であり、中等度狭窄では30～69%であり、軽度狭窄は30%未満とされている。脳梗塞の病型診断でTOAST分類で行う場合は50%以上の狭窄の有無が重要となる。狭窄度の測り方にいくつかの方法がある。

### 血管内超音波
冠動脈で用いる血管内超音波を頸部病変に応用する。

### MRI
プラークを評価する代表的な撮像法としてはblack blood法、TOF(time of flight) MRA法、MPRAGE(magnetization prepared rapid gradient echo法)が知られている。conventional MRIのアテローム血栓性脳梗塞の画像でも病因の解析ができる。

#### プラーク解析
black blood法
T1協調画像でlipid rich necrotic coreが高信号に、プラーク内出血が高信号から低信号を示す。撮像に時間がかかる。
| プラーク性状         | TOF                | T1WI               | プロトン密度強調画像 | T2WI               |
| -------------------- | ------------------ | ------------------ | -------------------- | ------------------ |
| 脂質コア（出血なし） | 等信号～軽度高信号 | 等信号～軽度高信号 | 等信号～軽度高信号   | 等信号～軽度高信号 |
| 脂質コア（新鮮出血） | 高信号             | 高信号             | 低信号～等信号       | 低信号～等信号     |
| 脂質コア（出血あり） | 高信号             | 高信号             | 高信号               | 高信号             |
| 線維性被膜           | 低信号             | 等信号～軽度高信号 | 等信号～軽度高信号   | 等信号～軽度高信号 |
| 石灰化               | 低信号             | 低信号             | 低信号               | 低信号             |
| 線維組織             | 等～低信号         | 等信号～軽度高信号 | 等信号～軽度高信号   | 等信号～軽度高信号 |
TOF MRA法
プラーク内出血が高信号でありlipid rich necrotic coreは比較的高信号から等信号を示す。TOF MRAで高信号を示しているもの(high intensity signal HIS)はCASにおける周術期の塞栓合併症が有意に高かった。TOF法の弱点は乱流や流れの剥離が生じる部では信号強度が低下するため、狭窄病変を過大評価し、狭窄率を高めに見積もる。near pcclusionで完全閉塞のように見えたり、逆流があっても完全閉塞にみえる。
MPRAGE法
3D fast gradient echo法の一つである。プラーク内出血が高信号でありlipid rich necrotic coreは軽度高信号から等信号を示す。
USPIOを用いたMRI
プラークの炎症性変化に着目したイメージングである。

#### 病変の解析
頸動脈狭窄症が脳虚血症状を引き起こす機序としてはその多くが頸動脈分枝部のプラークからの塞栓症（artery to artery embolism、動脈間塞栓症）とされている。しかし血行力学の機序の関与も知られている。この2つの機序は独立ではなく相互の影響している。低灌流の場合は血流による塞栓のwash outが障害され梗塞となるばあいがある。これをwashout theoryという。
頸動脈狭窄症によるアテローム血栓性脳梗塞の病変には大きく6つのパターンが知られており、パターンごとにある程度の発症機序の推定が可能である。高度狭窄（70～99%狭窄）では50～69%狭窄と比較して血行力学の関与が疑われる梗塞パターンを取りやすいことが知られている。日本における検討では50%以上の頸動脈狭窄を有する患者の半数近くにinternal watershed areaの病変が生じており、対側閉塞が加わるとinternal watershed area infarction、cortical watershed area infarctionを生じやすくなる。cortical small infarctionやterritorial infactionは75%以下狭窄では生じにくい。頸動脈狭窄による発症は大部分が塞栓性機序とされているが、潜在的にはさまざま血行力学的な因子の影響を受けている可能性がある。
internal watershed area infarction
側脳室に近接した内側分水嶺領域の病変である。側脳室前角から半卵円中心にかけて点状斑状に多発する病変であり、皮質小梗塞の合併は少なく、rosary-like patternと呼ばれる。狭窄遠位の低灌流圧や側副血行路未発達な場合に生じやすく、血行力学的な因子の関与が大きいとされる。
cortical watershed area infarction
楔状の皮質分水嶺領域の病変である。側脳室近傍ではinternal watershed areaと重なる部分もあるが、側脳室前角または後角から扇状に皮質まで広がり、病理学的にもmicro-embolismが証明されることが多い。micro-emboliは粉砕されやすく、50μm以下になると毛細血管のすり抜けが生じるため画像上把握ができなことが多い。主幹動脈の低灌流が加わるとwash outが生じにくくなり血行力学的な因子が相乗的に作用する。これをwashout theoryという。
穿通枝領域のラクナ梗塞
穿通枝の動脈硬化以外にBADや稀に塞栓性の関与が考えられる。 
cortical small infarction
1本または複数本の還流領域、主に皮質に10～15mmの小病変をしめす。おもにartery to artery embolism（動脈間塞栓症）によって生じるパターンである。
territorial infaction
1本または複数本の灌流領域の大きな病変である。
複合型
上記5つの病型を複合することもある。

#### 血流解析
perfusion MRI

### CT
CTAは石灰化や潰瘍病変の検出に優れるがプラーク性状については単純にHU値のみでは予測が困難である。perfusion CTによる血流評価もおこわなわれる。

### FDG-PET
動脈硬化の進展には炎症反応が大きく寄与していることに注目し、FDG-PETを用いて炎症細胞の集積を評価しよりactiveなプラークを検出することが可能となった。

### SPECT
SPECT検査はアテローム血栓性脳梗塞における血行力学的脳虚血の重症度を評価することができる。脳梗塞の再発率の高いサブグループを見出すことができる。脳血行再建術により血行力学的脳虚血の重症度の改善を証明できる。前述のサブグループにおける脳梗塞再発予防効果を検討できるとされている。特に重要なのがSTA-MCAバイパス術の適応を検討することである。1985年の国際共同研究の結果ではSTA-MCAバイパスは脳梗塞の再発予防効果はないとされていた。しかし、その後血行力学的脳虚血の定量的重症度判定により血行再建術が有効なサブグループ、貧困灌流あるいはstageⅡが見出された。日本で行われたJET研究での定義をまとめる。JET研究ではDTARG法を最終発作から3週間以上経過してから用いている。脳循環予備能は（アセタゾラミド負荷時の脳血流／安静時脳血流-1)×100とし、作図では横軸を安静時脳血流、縦軸をアセタゾラミド負荷時血流（ml/100g/min）でプロットする。stage0は脳循環予備能が30%より大きい場合である。stageⅠは脳循環予備能が10～30%の範囲内または、脳循環予備能が10%以下かつ安静時脳血流が正常平均値の80%より大きい場合である。stageⅡは脳循環予備能が10%以下でありかつ安静時血流量が80%以下の場合である。最終発作から3週間以上経過した後のstageⅡが貧困灌流と考えられ、慢性期のSTA-MCAバイパスが脳循環予備能を改善し、血行力学的脳虚血の軽症化が認められ脳梗塞再発予防効果も明らかになっている。脳循環予備能＜0%の場合は盗血現象が起こっていると考えられているが他の貧困灌流と予後に差はないとされている。統計解析はSEE解析がされる場合が多い。
また脳循環予備能の低下はCEAやCASの過灌流症候群のリスクファクターであることも判明しており術後管理にも役立つ。

## 治療
頸動脈狭窄症の脳梗塞予防には最良内科治療（best medical treatment BMT）と頸動脈内膜剥離術（Carotid endarterectomy CEA）と頸動脈ステント留置術（Carotid artery stenting CAS）が知られている。

### 頸動脈内膜剥離術（carotid endarterectomy CEA）
頸動脈内膜剥離術（Carotid endarterectomy CEA）は、頸動脈高度狭窄性病変に対する根治的治療法として有効性が証明された治療法である。2011年現在、頸動脈狭窄症に対する外科治療のgold standardはCEAであり、CEAのハイリスク症例に対してのみCASが認可されている。CEAの有効性は手術合併症の発生率が低いことが必須の条件である。日本の脳卒中ガイドライン2009ではCEAの有効性が確実に得られるのは症候性病変で手術リスクが6%以下、無症候性病変では3%以下が条件である。10%以上のリスクを有する術者では患者の状況にかかわらず内科的治療に結果が劣る。

#### 頸動脈内膜剥離術のエビデンス
CEAの最も代表的なエビデンスは北米の50施設で開始されたNASCET（North American Syymptomatic Cartoid Endarterectomy Traial）とECST（The European Carotid Traial）が代表的である。これらの大規模研究によって高度狭窄病変に対してCEAと内科的治療の併用が内科的治療のみよりも脳梗塞の再発効果が勝ることが明らかになった。無症候性頸動脈病変に対するエビデンスとしてはACAS（Asymptomatic Carotid Atherosclerosis）とACST（Asymptomatic Cartid Surgery Trial）が知られている。大規模研究のデザインの関係から米国のCEA治療ガイドラインではで症候性病変の手術適応が狭窄率70%以上で適応になるのに対して無症候性病変では狭窄率60%以上で適応となる。CEAのリスクグレーティングではSundtのCEA risk gradingが1975年に報告されているほか、CEAに対してCASの非劣性を証明する無作為比較試験として知られるSAPPHIRE traialでCEAの危険因子が規定された。SAPPHIRE traialで規定されたCEAの危険因子は心疾患（鬱血性心不全、冠動脈疾患、開胸手術が必要など）、重篤な呼吸器疾患、対側頸動脈閉塞、対側咽頭神経麻痺、対側頸動脈閉塞、対側咽頭神経麻痺、頸部直達手術または頸部放射線治療の既往、CEA再狭窄例、80歳以上の少なくとも1つが該当することである。2011年の頭蓋外頸動脈狭窄に関する米国のガイドラインでは血行再建術（CEAまたはCAS）のリスクを増加させる併存する疾患と（Comorbidities that increase risk of revascularization）CEAのリスクを増加させる状態（Unfavorable neck anatomy for arterial surgery）に分けて記載されている。血行再建術のリスクを増加させる併存する疾患としては80歳以上の高齢、心不全（NYHAⅢまたはⅣ）、EF30%以下の左室機能低下、狭心症、肺疾患などがあげられる。これらの疾患がある場合はCEAは内科的治療単独と比較が十分ではない。またmRS3から5のsevere disabilityがないことや無症候性病変の場合は余命も考慮するべきとしている（5年以上の余命と解釈されることが多い）。CEAのリスクを増加させる状態としては第2頚椎より高位の狭窄、胸腔内に至る低位の狭窄、過去の同側のCEAの既往、対側の声帯麻痺、気管切開、頸部大手術後、放射線治療後などが上げられている。
SAPPHIRE traialでは80歳以上の高齢者や心疾患、肺疾患はCEAの危険因子であったがガイドラインではCEAとCAS両方とものリスクを増加させる併存疾患となった。

#### 急性期CEA
急性期CEAは、日本の脳卒中治療ガイドライン2009では十分な科学的根拠はないと記載されている。2004年にRothwellらはECSTとNASCETのサブグループ解析を行い男性、75歳以上、最終虚血発作から2週間以内がCEAの治療効果が高いという報告をした。CEAは発症後早ければ早いほど脳梗塞再発の予防効果が高いが合併症率も高くなり、遅く行えば合併症率は低くなるが予防効果も低くなる。発症後3日から14日が安全に手術が思考できるが2日以内は合併症率が高かったという報告がある。急性期CEAが可能となった背景には術前後の血圧管理や出血予防ができるようになったこと、心筋虚血の予知や管理ができるようになったこと、急性期CEAに不適な症例を除外できるようになったことなどの要因がある。特に不適な症例の除外が重要でありこれらは以下のようにまとめることができる。神経症状や意識障害が重篤であること、すでにCT/MRI上で大きな梗塞巣が出現していること、虚血部に出血性病変があること、全身麻酔上、手術に不向きである（全米麻酔分類gradeⅤ）か80歳以上の高齢であることなどである。高知赤十字病院の基準ではMRIのDWIでMCAの1/3以上の病変が認められること、MCAがM1ないしM2レベルで閉塞していること、JCSⅡ-30以上の意識障害が6時間以上持続することが除外基準である。

### 頸動脈ステント留置術（carotid artery stenting CAS）
頸動脈ステント留置術（Carotid artery stenting CAS）は、頸動脈狭窄症のカテーテルインターベンションとしては1980年代に経皮経管血管形成術（PTA パルーンでの拡張）が行われた。合併症が多く多くの施設で血管内治療が積極的に導入されることはなかった。その後遠位塞栓防止機器などプロテクションデバイスの発達、自己拡張型ステントの開発によって頸動脈ステント留置術は確立した。2004年のSAPPHIRE traialでEPDを利用したCASのCEAに対する非劣性を証明したとされている。その後2010年のCRESTではCASはCEAに比べて脳卒中の再発が多く、CEAは心筋梗塞が多かった。若年者（70歳未満）ではCASの転帰が若干良く高齢者(70歳以上)はCEAの転帰が若干良かった。高齢者でCASの成績が悪い原因として血管蛇行や血管の高度石灰化が原因とされている。SAPPHIRE traialで80歳以上がCEAの危険因子とされたがCRESTでは70歳以上ではCASよりもCEAの方が複合主要エンドポイントの発生は低かった。

### CEAとCASの選択
各種治療法の特徴をまとめる。
|                                  | BMT                        | CEA                            | CAS                              |
| -------------------------------- | -------------------------- | ------------------------------ | -------------------------------- |
| メリット                         | 無侵襲                     | 血行再建可能、プラーク摘出     | 血行再建可能、低浸襲             |
| デメリット                       | 血行再建不能、プラーク残存 | 全身麻酔、頸部への侵襲、過灌流 | プラーク残存、過灌流、徐脈低血圧 |
| プラークの性質が治療に与える影響 | あり                       | なし                           | あり                             |

BMTは血行再建ができないため血流低下により発症した例では無効であり、不安定プラークに対する再発予防としては不十分な可能性がある。CEAの最大のメリットはプラークの摘出し血行を再建することができるためその効果はプラークの性質と関係ない。しかし全身麻酔が必要であり、頸部に対する外科処置であり、過灌流症候群が生じることがある。CASは全身麻酔が不要で外科的侵襲なく血行再建ができるメリットがあるが周術期の徐脈低血圧、過灌流の可能性がある。CEAに関してはCEA高危険群が知られておりこれらを回避することで治療成績は向上する。またCASに関しては高齢者の治療成績が悪いことが報告されつつある。しかしCASの高危険群は明らかになっていない。不安定プラークではCAS周術期の脳卒中が高いという結果があるが知られている。このデータでは低エコープラークでは周術期梗塞が7.1%でその他のプラークでは1.4%であった。症候性病変の多くは部分的にはT1強調画像で高信号を示し、低エコーを示すためこれらをすべて高危険として回避するとCASの適応はなくなってしまう。不安定プラークは決してCASの禁忌ではない。現状としてプラーク診断のみでCEAとCASの適応を決定するのは困難である。
高度狭窄、長い病変、総頸動脈病変はプラークが多く、低エコー、T1強調画像での高信号、TOFでの高信号と線維性被膜の断裂は不安定プラークでありCASのリスクが高いプラークと思われる。プラーク診断を参考に、プラーク量や病変の屈曲度、アプローチルートの状態、CEAの難度を考慮し治療法を決定する。